# ジョン・バーク (政治家)
ジョン・バーク（英:John Burke、1859年2月25日-1937年5月14日）は、アメリカ合衆国の弁護士、法学者であり、ノースダコタ州の政治指導者である。

## 伝記
バークはアイオワ州キオカク郡で生まれ、ダコタ準州に移住した。ノースダコタ州がアメリカ合衆国の州に昇格した後、1891年に州下院議員、1893年から1896年に州上院議員を務めた。民主党員として、ノースダコタ州知事を3期（1907年-1913年）務めたが、これはノースダコタ共和党がほとんど実質的な反対勢力では無かった時期にあたった。
1912年にボルティモアで開催された民主党全国大会で、バークは熱心にウッドロウ・ウィルソンの大統領候補指名を支持した。バークは第1回目の投票でノースダコタの代議員票を全てウィルソンに向けさせた。民主党の重鎮で元大統領候補者のウィリアム・ジェニングス・ブライアンがウィルソンを支持し、またバークの親友でもあったので、バークが副大統領候補に出馬することを望んだ。しかし、バークはインディアナ州の代議員達にその票を合わせる約束をしていたために出馬を保留した。その結果、インディアナ州出身のトーマス・R・マーシャルが副大統領候補に選ばれた。1912年11月にウィルソンが大統領に当選した後、バークはアメリカ合衆国財務官に指名された。バークはこの職をウィルソンが退任する1921年まで務めた。
1916年にはノースダコタ州からアメリカ合衆国上院議員選挙に出馬したが落選した。1924年から1937年5月14日に死ぬまでノースダコタ州最高裁判所の判事を務めた。ノースダコタ州バーク郡はバークの栄誉を称えて名付けられた。
1963年、ノースダコタ州はワシントンD.C.アメリカ合衆国議会議事堂の国立彫像ホール・コレクションにバークの青銅像を寄贈した。
第二次世界大戦中のリバティ船ジョン・バークはバークに因んで名付けられた（その撃沈される様子がpictures of the explosionに収められている）。